# Liste der Naturdenkmale in Wittlich
Die Liste der Naturdenkmale in Wittlich nennt die im Gemeindegebiet von Wittlich ausgewiesenen Naturdenkmale (Stand 18. März 2024).

## Naturdenkmale
| Nr.         | Bezeichnung                                                              | Lage                                                         | Beschreibung | Bild                                    |
| ----------- | ------------------------------------------------------------------------ | ------------------------------------------------------------ | --- | --------------------------------------- |
| ND-7231-512 | Plateau des Tempelkopfes                                                 | Wittlich, nordwestlich des Ortes; Abteilung Burgberg Lage    | bewaldete Höhenbefestigung mit doppeltem Abschnittswall, Zeitstellung ungeklärt; flächenhaftes Naturdenkmal, ca. 1,3 ha; teilweise zu Plein | Fotos hochladen                         |
| ND-7231-515 | Flammereiche                                                             | Wittlich, nördlich des Ortes; Abteilung Auf der Salzeck Lage | Quercus sp. | Fotos hochladen                         |
| ND-7231-516 | Alte Eiche                                                               | Wittlich, nördlich des Ortes; Abteilung Auf der Salzeck Lage | Quercus petraea | Fotos hochladen                         |
| ND-7231-517 | Die Steinmühlen                                                          | Wittlich, nördlich des Ortes; Flur Bei der Vollmühl Lage     | Wasserfall in der Lieser | Direkt Bild zu diesem Denkmal hochladen |
| ND-7231-519 | Dicke Eiche                                                              | Wengerohr, Belinger Straße, vor Nr. 69 Lage                  | Quercus sp. | Fotos hochladen                         |
| ND-7231-520 | Baumgruppe vor dem Verwaltungsgebäude der Verbandsgemeinde Wittlich-Land | Wittlich, Kurfürstenstraße, bei Nr. 1 Lage                   | Fagus sylvatica f. purpurea, Platanus sp., zwei Bäume, Acer sp., zwei Bäume, Juglans regia                                                  | Fotos hochladen                         |

## Ehemalige Naturdenkmale
| Nr. | Bezeichnung                | Lage                                                                     | Beschreibung                                                   | Bild                                    |
| --- | -------------------------- | ------------------------------------------------------------------------ | -------------------------------------------------------------- | --------------------------------------- |
|     | 41 Pyramidenpappeln        | Wittlich, entlang des Mühlgrabens der Brückenmühle Lage                  | Populus nigra 'Italica', 41 Bäume; Rechtsverordnung aufgehoben | Direkt Bild zu diesem Denkmal hochladen |
|     | Neuerburger Eiche          | Neuerburg, Eichenstraße, Ecke Tannenstraße Lage                          | Quercus petraea; Rechtsverordnung aufgehoben                   | Direkt Bild zu diesem Denkmal hochladen |
|     | Alte Pyramidenpappelgruppe | Wittlich, nordwestlich des Ortes an der K 54 Lage                        | Populus nigra 'Italica', mehrere Bäume;                        | Direkt Bild zu diesem Denkmal hochladen |
|     | Buche                      | Wittlich, nordöstlich der Stadt am Steinigebach; Abteilung Baumbach Lage | Fagus sylvatica; Rechtsverordnung aufgehoben                   | Direkt Bild zu diesem Denkmal hochladen |
|     | Eiche                      | Wittlich, westlich des Ortes; Abteilung Die Weide Lage                   | Quercus robur; Rechtsverordnung aufgehoben                     | Direkt Bild zu diesem Denkmal hochladen |